# Le Bourg d'Okourov
Le Bourg d'Okourov (en russe : Городок Окуров, Gorodok Okourov) est un roman court de l'écrivain russe Maxime Gorki, paru en 1910.
C'est en 1910, à l'époque où il vivait à Capri, à la fois pour des raisons de santé et pour échapper à la répression croissante dans l'Empire russe, que Maxime Gorki écrit Le Bourg d'Okourov. En 1907, il fait la connaissance de Lounatcharski à Florence. Ce révolutionnaire cultivé l'impressionne beaucoup et il voit en lui quelqu'un de capable d'impulser fortement la progression de la pensée révolutionnaire. Gorki soutenait activement le projet de théologie socialiste de Lounatcharski visant à concilier marxisme et religion. Ces conceptions mènent Gorki jusqu'à la déification du peuple jusqu'à « l'amour pour la Russie dans son ensemble… comme on peut aimer sa mère, sa sœur et sa femme réunies en une seule image, la Patrie russe (Alexandre Blok) ». Tout ce que Gorki écrit à cette époque reflète ces idées nouvelles : Une confession (1908), Vie d'un homme inutile (1908).
Ces romans de Gorki, de cette époque, forment un tableau de l'obscure et barbare vie provinciale russe et de la lutte de la classe ouvrière guidée par l'intelligentsia. L'admiration dont ils ont fait l'objet en Russie n'est pas difficile à expliquer de la part d'un public soviétique de l'époque, convaincu, remarque le critique littéraire italien Ettore Lo Gatto.
Le Bourg d'Okourov est généralement réuni à son autre roman La Vie de Matvej Kotchemjakine pour former le cycle d'Okourov et a aussi donné naissance à l'expression Okourovisme pour désigner l'ensemble des mœurs et le caractère propre de la vie provinciale russe, que Gorki décrit de manière impitoyable pour dénoncer le régime social où de telles horreurs étaient possibles.
En 1911, dans une lettre à P. K. Maximov, Gorki écrit à propos de Le Bourg d'Okourov : « Vous dites : "Je n'ai pas vu Okourov, nous n'avons pas de telles villes dans le Sud." Je sais. Que vos Okourov sont meilleures que les nôtres, plus grandes que celle-ci. Comme les nôtres il y en a plus de 800. Prenez Simbirsk, Penza, Kalouga, il y en a tant. Et des millions de Russes y son enfermés. Donc, le sort des habitants d'Okourov, c'est celui des millions de Russes de la province, à la veille de grands bouleversements. »

## Éditions françaises
- Maxime Gorki (trad. Zinovy Lvovsky), Le bourg d'Okourov, éditions des Syrtes, 2022, 156 p. (ISBN 9782940701094)